# Crisaide Mendes Jones
Crisaide Mendes Jones (anhörenⓘ; * 6. September 1973 in Rio de Janeiro) ist eine brasilianische Schauspielerin und Balletttänzerin.

## Leben
Die damals 19-Jährige kam nach einer Europa-Tournee mit ihrer damaligen Ballet-Company aus Brasilien nach Deutschland. Crisaide wurde nach kurzer Zeit von einer Schauspielagentin entdeckt und für die Hauptrolle der ‚Paula‘ für die Fernsehserie Marienhof gecastet. Des Weiteren war Crisaide auch in Serien wie zum Beispiel Der Fahnder, Der kleine Mönch oder SOKO 5113, aber auch in Musicals wie Tabaluga und Lilli zu sehen. Die vielseitige Künstlerin nahm danach ein Engagement in einer spanischen Ballet-Company an und zog dafür nach Spanien. Sie blieb dem Schauspiel treu und war auch neben Jose Coronado in der spanischen Erfolgsserie RIS Cientifica zu sehen.
Crisaide ist seit 2005 verheiratet und lebt mit ihrem Mann auf Mallorca.

## Filmografie
- 2011: Verbotene Liebe, Gastrolle als Patricia Villanova
- 2007: R.I.S. Cientifica, Episodenrolle als Pilar
- 2003: SOKO 5113, Episodenrolle als Maria Pinheiro
- 2001: Der kleine Mönch, Episodenrolle als Tina
- 2000: Der Fahnder, Episodenrolle als Ramona Mendes
- 1996–1999: Marienhof, Hauptrolle als Paula Poppel (Gastauftritte: 2000, 2001 und 2006)

### Tanz
- 2010: Pasodos Dance Company – The Nutcracker
- 2010: Pasodos Dance Company – The Best of Three
- 2009: Pasodos Dance Company – Islas
- 2008: Pasodos Dance Company – La cumparsita
- 2008: Pasodos Dance Company – Elite Syncopations
- 2008: Pasodos Dance Company – Le Corsaire
- 2006: Pasodos Dance Company – Love Duets
- 2004–2005: Pasodos Dance Company – Danses, Love Duets
- 2000–2001: Tabaluga & Lilli – Das Musical
- 1993: Watt’s Dance Company – Don Quijote
- 1992: Watt’s Dance Company – Carmen
- 1992: Watt’s Dance Company – Gisele
- 1992: Watt’s Dance Company – Schwanensee
- 1992: Watt’s Dance Company – Carmina Burana
- 1992: Watt’s Dance Company – Blues by Nielson Soares